# Dani Massunguna
Massunguna Alex Afonso, noto come Dani Massunguna (Benguela, 1º maggio 1986), è un ex calciatore angolano, difensore del Primeiro de Agosto e della nazionale angolana.

## Carriera

### Club
Ha giocato nella prima divisione angolana ed in quella colombiana.

### Nazionale
Ha esordito con la nazionale angolana nel 2010. Ha preso parte alla Coppa delle Nazioni Africane nel 2012, 2013 e 2019.